# Fond brun
 (octobre 2018).
Si vous disposez d'ouvrages ou d'articles de référence ou si vous connaissez des sites web de qualité traitant du thème abordé ici, merci de compléter l'article en donnant les références utiles à sa vérifiabilité et en les liant à la section « Notes et références ».

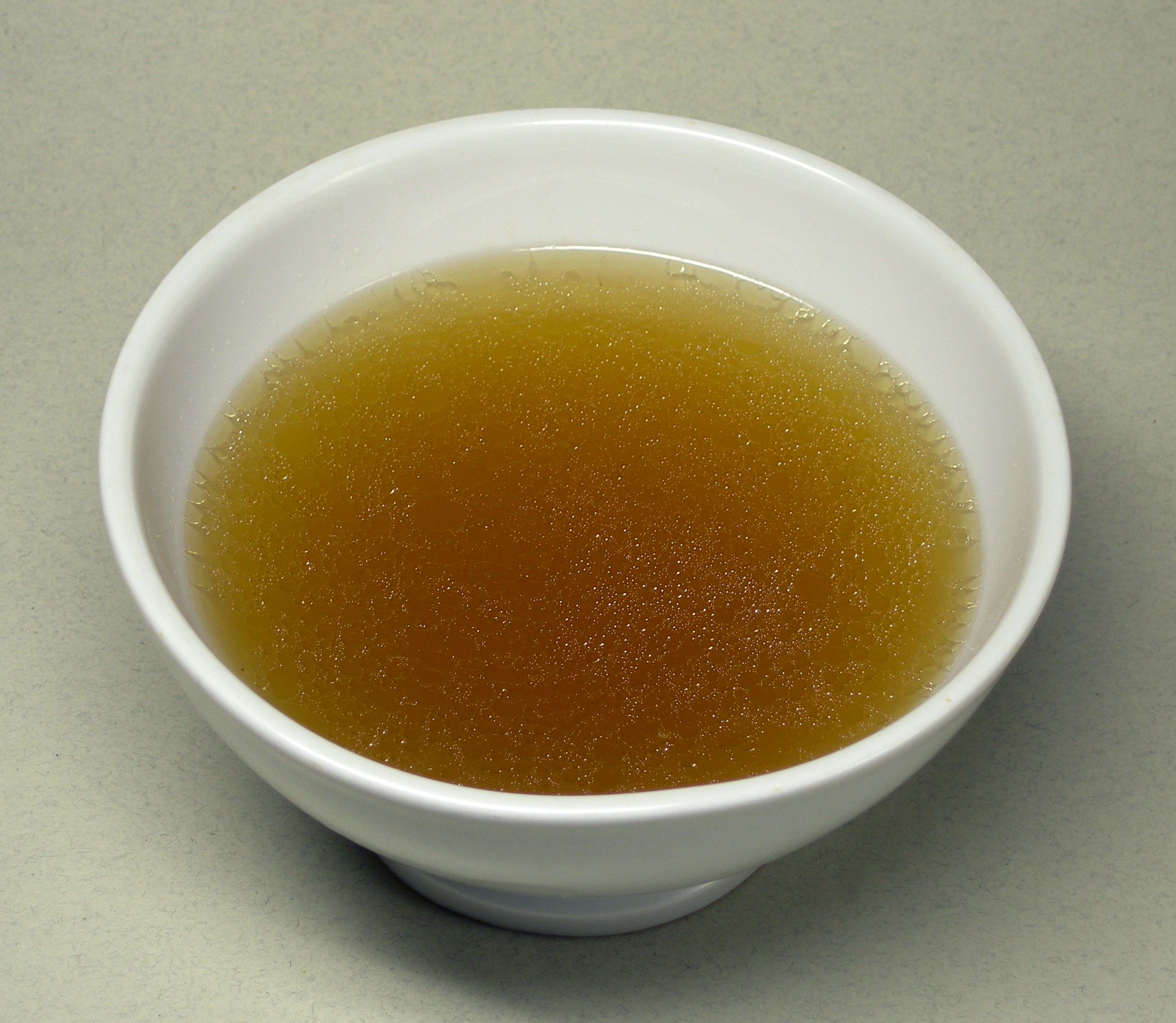
Bouillon foncé fabriqué à partir d'os de bovins. Ces bouillons ont généralement un aspect sombre.

En cuisine, un fond brun est un fond, un bouillon réalisé à partir de veau et/ou de bœuf.
On utilise à la fois la viande et les os à moelle, qui auront été caramélisés préalablement au mouillage, et on y ajoute généralement une mirepoix.
La réduction d'un fond brun permet d'obtenir une demi-glace.